# Aleksij Žbona
Aleksij Žbona, slovenski zdravnik in slikar, * 21. julij 1942, Miren, † 18. maj 1987, Šmarje, Koper

## Življenje in delo
Osnovno šolo je obiskoval v rojstnem kraju, gimnazijo pa v Novi Gorici in tu leta 1961 maturiral. Medicino je študiral na Medicinski fakulteti v Ljubljani in leta 1968 končal študij. Staž je opravil v bolnišnici Šempeter pri Gorici, nato se je 1969 z družino preselil v Ankaran in se tu zaposlil v Mladinskem zdravilišču Debeli rtič, kasneje pa kot splošni zdravnik v Zdravstvenem domu Koper, kamor se je tudi preselil. Leta 1972 se je zaposlil na oddelku interne medicine v bolnišnici v Ankaranu in istega leta opravil specialistični izpit iz interne medicine. Posebej se je usmeril v gastroenterologijo in se zanimal za psihosomatiko, zlasti v zvezi z boleznimi prebavil. 
Ob osnovnem zdravniškem poklicu je bil predan tudi umetnosti. Bil je dober poznavalec literature, obvladal je več tujih jezikov in se odlikoval s široko razgledanostjo. Prve likovne spodbude je dobil že v mladosti v crkvi Žalostne Matere Božje na Mirenskem gradu, kjer je od blizu opazoval nastajanje Križevega pota izpod čopiča Toneta Kralja, slikar ga je tudi upodobil kot baklonosca na 14. postaji Križevega pota. Ekspresivne Kraljeve oblike so pustile trajen vtis v Žbonovem umetnostnem mišljenju in v tem razpoloženju je opazoval značilno istrsko pokrajino, v kateri se je popolnoma udomačil. V slikarskem smislu je Žbona samouk, vendar je v svojih delih izkazoval izredno samoniklost in zrelost. V zgodnjem ustvarjalnem obdobju se je ukvarjal predvsem s figuraliko, tihožitjem in krajino, kasneje pa se je posvetil predvsem upodabljanju istrske pokrajine. Dela je prikazal na več skupinskih in samostojnih razstavah. Dvakrat je bil nagrajen na ex-temporu v Marezigah, sodeloval je tudi na ex-temporu v Mestni galeriji Piran in Škednju. Skupinsko je razstavljal v Kopru (1972), Slovenj Gradcu (1972) in Ljubljani (1973), samostojno pa v Grožnjanu (1963), Ljubljani (1965), Kopru (1986) in Špetru Slovenov (1986).